# Kenkeme
Der Kenkeme (russisch Кенкеме, jakutisch Кэнкэмэ; auch Kengkeme, Кенгкеме) ist ein 589 km langer linker Nebenfluss der Lena im zentralen Teil der Republik Sacha (Jakutien) in Russland.
Der Fluss entsteht am Nordostrand des Lenaplateaus, etwa 125 km Luftlinie westlich von Jakutsk, aus dem 38 km langen Yagas-Yjaabyt (Ыагас-Ыйаабыт) von links und dem 36 km langen Joljong-Jurege (Ёлёнг-Юрэгэ). Er fließt zunächst in südöstlicher bis östlicher Richtung, wendet sich dann in nördliche Richtung, in der er zunehmend stark mäandrierend die Mitteljakutische Niederung durchfließt, bis er etwa 170 km nordnordwestlich von Jakutsk und wenig unterhalb der Einmündung des größten (rechten) Lena-Nebenflusses Aldan in den Mittellauf der Lena mündet. Sein Einzugsgebiet umfasst 10.000 km². Bedeutendste Nebenflüsse sind der 59 km lange Tschukul und die Tschakyja, die von links in den oberen Mittellauf des Kenkeme münden.
Der Abfluss beim Pegel Wtoroi Stanok am Mittellauf, 376 km oberhalb der Mündung, beträgt im Jahresmittel 1,91 m³/s, bei einem maximalen monatlichen Mittel von 13,53 m³/s im Mai. Im Winter friert der Fluss bis zum Grund durch; von Dezember bis März beträgt der Abfluss im monatlichen Mittel 0,00 m³/s.
Der Mittellauf des Kenkeme, der durch dünn besiedeltes Gebiet ohne größere Ortschaften fließt, wird gut 40 km westlich von Jakutsk vom östlichsten Teilstück des Abschnitts Mirny – Jakutsk der Fernstraße A331 Wiljui gequert.